# Concurso de agregación en Francia

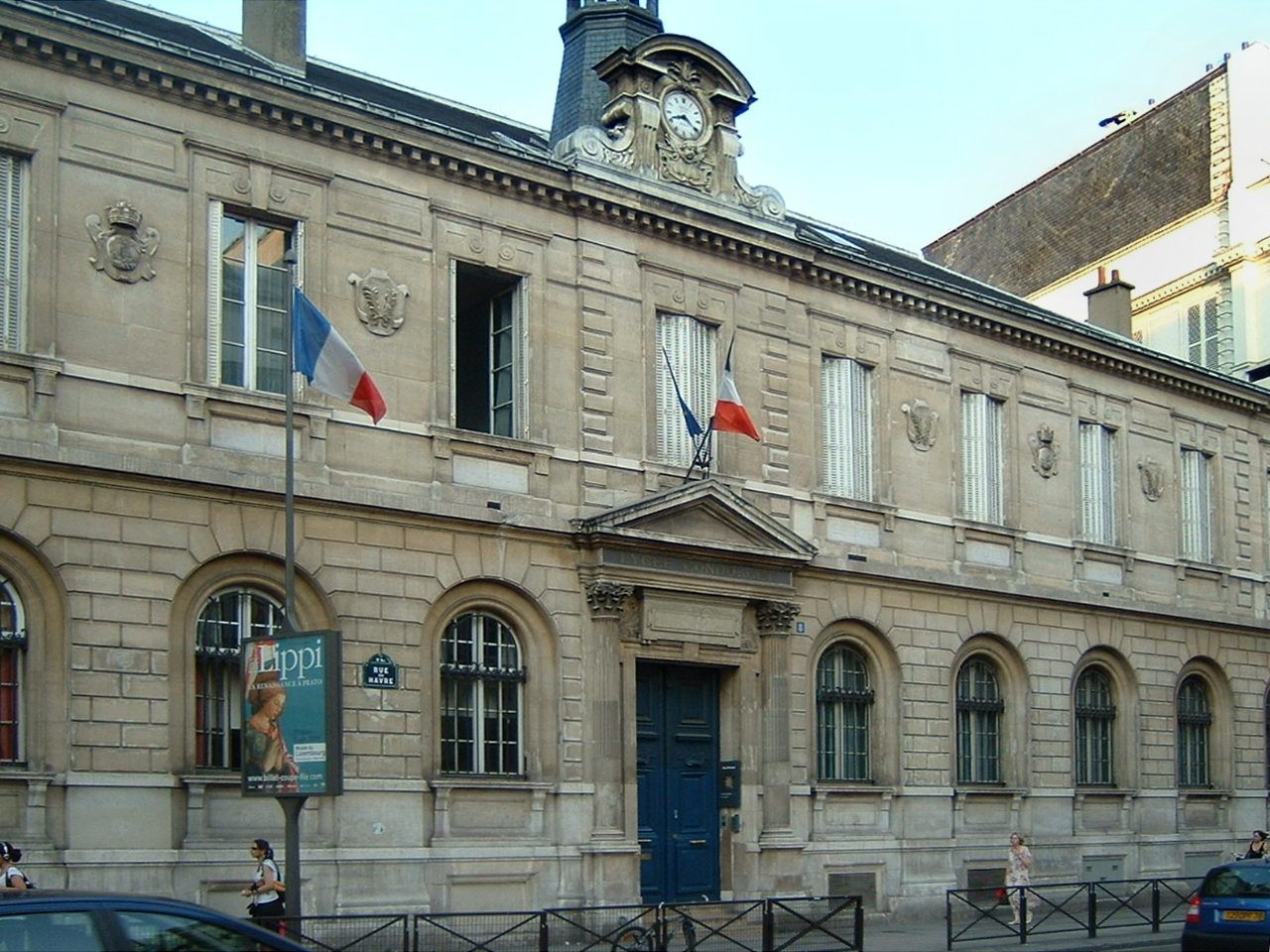
Fachada del Liceo Condorcet de París.

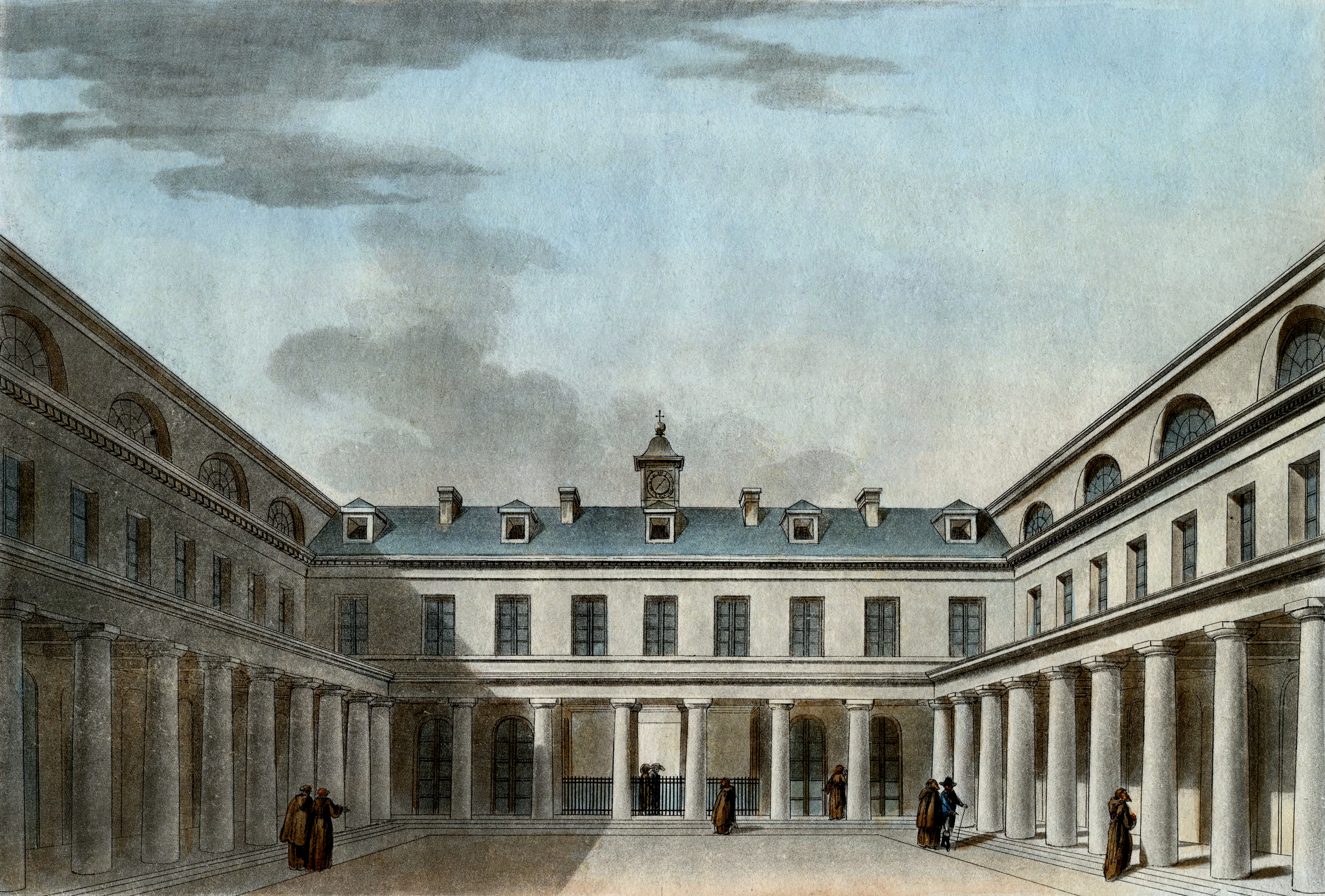
Liceo Condorcet, fundado en 1803 en París.

El concurso de agregación en el sistema educativo francés es el concurso de oposición más elevado de acceso a la condición de profesor de la enseñanza pública de la República francesa. Equivalente en el ámbito hispano al de catedrático, el concurso es diferente al CAPES, CAPET o CAPLP que se corresponderían con las oposiciones de Secundaria en España. La denominación del profesor que supera el concurso de agregación es la de agrégé. Dicha condición aumenta el salario base, mejora considerablemente la remuneración de las horas extras voluntarias e implica una reducción de jornada lectiva semanal de 18 a 15 horas ( o de 15 a 12 horas para los profesores de REP+). El estatuto de "agrégé" favorece el ejercicio docente en las classes préparatoires a las Grandes Écoles o de la docencia e investigación universitarias. Algunos candidatos agrégés deciden reorientan sus carreras hacia la Inspección, las misiones formativas del Rectorado o hacia puestos de Dirección educativa.

## Historia
Esta oposición, contrariamente a la de Secundaria francesa, que data de los años 50, es muy antigua. Fue instaurada bajo Luis XV tras la expulsión de los Jesuitas para garantizar una docencia de excelencia académica por parte de profesores laicos. Algunas personalidades de este cuerpo de élite del profesorado son la doble laureada con el Premio Nobel Marie Curie, los filósofos Jean-Paul Sartre, Simone de Beauvoir o Jacques Derrida; los políticos Mahmoud Messadi, Laurent Fabius, Aurélie Filipetti, la Premio Nobel de Literatura Annie Ernaux o el poeta Jean-Pierre Siméon.
Las agregaciones de las diferentes materias permiten enseñar en la Educación Secundaria (79%) y en la Enseñanza Superior (21%). Los agrégés imparten sus clases principalmente en los lycées (institutos); en los centros de enseñanza superior (facultades, clases preparatorias, IUT) y excepcionalmente en los collèges (primeros años de la ESO). Para presentarse a la oposición externa, es necesario ser titular de un Máster o haber superado previamente las oposiciones de Secundaria. Las preparaciones a la agregación se organizan en las universidades y en las Escuelas Normales Superiores. Existe una oposición interna destinada a los profesores que atestigüen, al menos, cinco años de antigüedad o condición equivalente a nivel europeo. El temario de la oposición interna es menos extenso que el de la externa, sin embargo, las notas de corte de las pruebas orales y escritas suelen ser sustancialmente más exigentes. Los "agrégés" representan el 11% del cuerpo total de los profesores de Secundaria. La agregación es una excepcionalidad francesa cuyo objetivo es dotar y mantener un nivel de exigencia docente en la enseñanza secundaria y universitaria. En los últimos años la oferta pública de plazas se ha visto mermada, lo cual añade una dificultad suplementaria al acceso a este selectivo cuerpo docente.